# Terinos atlita
Terinos atlita är en fjärilsart som beskrevs av Fabricius 1787. Terinos atlita ingår i släktet Terinos och familjen praktfjärilar. Inga underarter finns listade i Catalogue of Life.